# Funk
Funk, funky – gatunek muzyki rozrywkowej, powstały w Ameryce w drugiej połowie lat sześćdziesiątych, kiedy muzycy pochodzenia afroamerykańskiego połączyli muzykę soul, jazz, rhythm and blues, tworząc nowy, rytmiczny i energetyczny styl muzyczny.

## Wprowadzenie
W muzyce funk mniejszy nacisk kładzie się na melodię i harmonię, za to podkreśla się rytm, który nadaje utworom sekcję rytmiczną. W odróżnieniu od utworów soulowych i R’n’B, bardziej zróżnicowanych harmonicznie, w piosenkach funkowych zwykle wybrzmiewa jeden akord.
Podobnie jak afrykańska muzyka etniczna, funk zwykle ma rozbudowaną linię melodyczną z sekcją rytmiczną, na którą składa się gitara elektryczna, gitara basowa, organy Hammonda oraz perkusja wybijająca pulsujące rytmy. Zespoły funkowe mają często sekcję smyczkową oraz dętą złożoną z kilku saksofonów, trąbek, a czasem także puzonu, dodającego akcenty rytmiczne. Powyższe elementy sprawiły, że wiele zespołów przybierało formę big bandu, charakteryzującego się dużą spontanicznością i żywiołowością w wykonywaniu muzyki.
Do najbardziej znaczących artystów amerykańskiego funku należą między innymi: James Brown, Sly and the Family Stone, George Clinton, The Meters oraz Prince. Najważniejsze zespoły z lat 70. grające funk to: Parliament-Funkadelic, Earth, Wind & Fire, Tower of Power, The Commodores oraz Kool & The Gang. Funk miał decydujący wpływ na rozwój muzyki disco w latach 70. XX w., a funkowe sample obecne są we wszystkich odmianach hip-hopu. Funk miał także ogromny wpływ na go-go oraz nową falę, uważany także za fundament hip-hopu jest niekończącym się zbiorem sampli. Funk to także ekstrawagancka moda, fryzury afro i luźny styl życia.

## Charakterystyka
Funk tworzy bardzo wyraźny i charakterystyczny klimat, poprzez mocno zaakcentowane basowe riffy i linie basu. Wyrósł on ze środowiska wytwórni płytowej Motown, dzięki temu na czele gatunku znaleźli się tacy basiści, jak James Jamerson. Do innych znaczących gitarzystów basowych gatunku zaliczani są również Bootsy Collins, Bernard Edwards, George Porter Jr., Louis Johnson i Larry Graham ze Sly & the Family Stone. Podobnie jak w muzyce rodem z Motown, utwory funkowe zbudowane są wokół linii basowej. To właśnie wspomnianemu Grahamowi przypisuje się wynalezienie techniki gry na basie zwanej „klangiem”. Technika ta, polegająca na wydobywaniu niskich dźwięków mocnym uderzeniem kciuka, a wysokich – szarpnięciem palca, sprawiła, że partie basu zyskały rytmikę o charakterze bardziej perkusyjnym, co stało się charakterystycznym elementem funku. Wielu z najbardziej znanych i cenionych instrumentalistów funkowych ma korzenie jazzowe, tak jak puzonista Fred Wesley czy saksofonista Maceo Parker, obaj znani ze współpracy z Jamesem Brownem, George’em Clintonem czy Prince’em.
Funk wykorzystywał te same powiększone akordy co bebop, czyli takie, jak molowe akordy septymowe i undecymowe czy siódemki oparte na dominancie ze zmienionymi dziewiątkami. Jednak w przeciwieństwie do bebopu, w którym prym wiodły oszałamiające i skomplikowane połączenia akordowe, funk odszedł od tego typu harmonii na rzecz improwizacji opartej na jednym akordzie, z rozbudowaną i wyraźną rytmiką.
Akordy wykorzystywane w muzyce funk zwykle budowane są z dźwięków tworzących skalę dorycką lub miksolidyjską, w przeciwieństwie do skali durowej lub molowej naturalnej (eolskiej), których najczęściej używa się w muzyce rozrywkowej. Linie melodyczne powstawały na bazie łączenia wspomnianych skal ze skalą bluesową. W latach 70. zaczęto łączyć funk z jazzem, co dało nowy podgatunek zwany jazz-funk, który można usłyszeć w utworach Milesa Davisa i Herbie Hancocka z lat 70.
W zespołach grających muzykę funk, gitarzyści często używają efektu wah-wah, a styl ich gry jest bardzo rytmiczny, a osiągają to między innymi przez częste tłumienie dźwięków. Gitarzysta Ernie Isley z The Isley Brothers i Eddie Hazel z Funkadelic byli pod znacznym wpływem solowych improwizacji Jimiego Hendriksa. Eddie Hazel, znany ze współpracy z George’em Clintonem jest jednym z najbardziej cenionych gitarzystów solowych grających funk. Natomiast Ernie Isley był w młodości uczniem samego Hendriksa, gdy ten grał z zespołem towarzyszącym The Isley Brothers, u których chwilowo mieszkał. Jimmy Nolen i Phelps Collins są również bardzo znanymi gitarzystami rytmicznymi sceny funk, co więcej obaj współpracowali z Jamesem Brownem.

### Funk w tańcu
Obecnie często spotyka się pojęcie „Funk Style”, pod którymi rozumie się style taneczne związane z muzyką hip-hop (np. popping, locking). Promotorzy tego kierunku odwołują się do okresu lat 80. i ówczesnych tańców ulicznych (electro boogie, boogaloo). Jednak geneza tanecznej inspiracji funkiem sięga dekadę wcześniej, okresu największego rozwoju tej muzyki. Funky w szerszym znaczeniu określa optymistyczne i „luźne” podejście. W tańcu przełomem było odejście od „formalizmu” i cyklicznego kroku, charakterystycznych dla tańców towarzyskich, na rzecz improwizacji i indywidualnie wymyślanych figur. Mimika swobodnie wyrażała radość i świetną zabawę (ta maniera była zdecydowanie niewłaściwa w późniejszych kierunkach, eksponujących perfekcjonizm i opanowanie). Wszystko przybierało nieskrępowaną i swobodną formę. James Brown był pierwszym znanym wykonawcą, który w trakcie swych utworów wykonywał taneczne figury w przerwach wokalnych. W tańcu funky nie było istotne odnalezienie taktu perkusji, ale poruszanie się w rytmie dowolnego z szerokiej gamy instrumentów i nieprzewidywalne wplatanie opanowanych wcześniej figur. Charakterystyczne elementy to „małpia postawa” (lekko pochylona z luźno zwisającymi nadgarstkami), zmiany kierunków i obroty na piętach (180 i 360 stopni), nagły półprzysiad (wyglądający na „chwilowy szpagat”), wykop nogą, piętą do przodu, czy szeroka praca rąk (np. imitująca pływanie lub kung-fu). Także w tym okresie pojawiały się już pierwsze elementy „robota” i figury w parterze. Doskonałym wzorem był cykliczny program telewizyjny „Soul Train”. Początkowo tańczono w parach, jednak miało to dość umowny charakter, indywidualna ekspresja oraz odrzucenie jednego rytmu dawały efekt dwóch tańczących blisko siebie osób. To co wyróżniało dobrego tancerza funky w latach 70. to wrażenie nieskrywanej radości i satysfakcji. Najlepsi otaczani byli przez pozostałych uczestników imprezy, którzy dodawali do utworu miarowe klaśnięcie. Efekt ten trafił na stałe do późniejszej muzyki disco jako clap-hand gdzie używany bywa jako podstawowy (zwykle syntetyczny) element rytmiczny.

## Historia

### Korzenie funku
Słowo „funk” kiedyś zdefiniowane w słownikach jako smak lub zapach stosunku seksualnego, powszechnie postrzegane było jako niesmaczne i nieprzyzwoite. Afroamerykańscy muzycy pierwotnie zastosowali „funk” w muzyce jako wolny i spokojny rytm. Z czasem stał się on żywiołowy i intensywny, ponieważ słowo to związane było z seksem. Ta wczesna forma muzyki ustanowiła wzór dla muzyków następnych lat.
Muzyka była wolna, zmysłowa i oparta na riffach. Funky dokładnie określa te kryteria. Podczas sesji jazzowych muzycy mówiąc: „A teraz zatrujmy trochę powietrze funkiem!”, zachęcali innych do odprężenia. (Funk w slangu znaczy „śmierdzieć”, ponieważ wiąże się to z zapachem potu, który powstaje podczas szalonego tańca.) Już w 1907 roku, piosenkom jazzowym, zaczęto nadawać takie tytuły, jak „Funk Butt” Buddy’ego Boldena. W połowie lat 50. XX wieku Little Richard i jego objazdowa grupa saksofonistów byli pierwszymi muzykami, którzy zapoczątkowali funk w rockandrollowych rytmach, nawiązując do Jamesa Browna i innych. Kiedy Little Richard nagle porzucił rock and roll, zostając pastorem, członkowie jego zespołu dołączyli do Jamesa Browna, uważanego za twórcę funku, i formacji Famous Flames. Taki obrót sprawy doprowadził w latach 60. do rozwoju funku, jako osobnego gatunku muzycznego. Pod koniec lat 50. i na początku 60., kiedy to terminy „funk” i „funky” były coraz częściej używane w kontekście muzyki soulowej, określenia te nadal były nietaktem w towarzystwie.
Korzenie cech charakterystycznych afroamerykańskiej ekspresji sięgają tradycji muzycznych Zachodniej Afryki, a ich najwcześniejsze przejawy były widoczne w obrzędach religijnych, psalmodiach/pieśniach pracy, głośnych modlitwach, w muzyce gospel i bluesie. W muzyce tamtego okresu gospel, blues i jego odmiany oraz jazz często brzmiały spójnie. Muzyka funky jest mieszanką muzyki soulowej, soul jazzu i r’n’b.

### James Brown i muzyka funk
W połowie lat 60. James Brown rozwinął swój charakterystyczny styl – groove, który podkreślił luźny rytm, z mocnym akcentem „na raz” (pierwszy dźwięk na każdy takt). Wszystko po to, aby stworzyć swoje charakterystyczne brzmienie aniżeli stały, równomierny rytm, który znany był wielu muzykom r’n’b i soulu. Brown często dawał swojemu zespołowi sygnał „na raz!”. Zmieniał przy tym akcent perkusji z równomiernego, tradycyjnego rytmu muzyki soulowej, raz-dwa-trzy-cztery, na luźny raz-dwa-trzy-cztery. Nadal jednak z użyciem synkopowanego gitarowego rytmu (na drugą i czwartą ćwierćnutę) wraz z żywiołowym, powtarzającym się, hałaśliwym swingiem. To metrum na 3 jednostki rytmiczne rozpoczęło zmianę w muzyce funk Browna, wraz z jego hitem z 1964 roku, „Out of Sight” oraz „Papa's Got a Brand New Bag” z 1965 roku.
Innowacyjny styl Browna wyniósł funk na czołówki list, dzięki hitom, jak „Cold Sweat” (1967), „Mother Popcorn” (1969) oraz „Get Up (I Feel Like Being A) Sex Machine” (1970), mimo odrzucenia 12-taktowego bluesa, występującego w jego wcześniejszej twórczości. Zamiast tego, muzyka Browna została wypełniona „chwytliwymi, wzniosłymi wokalami” opartymi na „rozległych improwizacjach fortepianowych”. Brown użył w nich także swojego głosu jako „instrumentu perkusyjnego z częstymi rytmicznymi chrząknięciami i sekcja rytmiczną... [przypominającą] zachodnioafrykańskie polirytmy”. Poprzez swoją karierę, szalone wokale, często podkreślane krzykami i chrząknięciami, utorował on w świecki sposób drogę „ekstatycznej atmosferze kościoła afroamerykańskiego”. Mimo to, „Papa’s Got a Brand New Bag” i „Cold Sweat” były uważane za pierwowzory piosenek, które zapoczątkowały muzę funk. „Out of Sight” była przełomowym hitem, który zasygnalizował zmianę w brzmieniu Browna i ustanowił funk jako odrębny gatunek muzyczny.
W wywiadzie z 1990 roku Brown wyjaśnił powód zmiany rytmu w swojej muzyce: „Zmieniłem energiczny rytm na luźny... Nic prostszego, naprawdę”. Według Maceo Parkera, byłego saksofonisty Browna, opanowanie grania na pierwszy takt było początkowo problematyczne. Wracając pamięcią do czasów gry z Brownem, Parker wspominał swe trudności związane z graniem na pierwszy takt, podczas występów solowych. A to wszystko dlatego, że był on przyzwyczajony do słuchania i gry z akcentem na drugą nutę.
Także inne grupy stawały się coraz bardziej popularne, ponieważ wykorzystywały rozpowszechnione przez Jamesa Browna riffy, rytmy i styl wokalny. W roku 1967 grupa Dyke & the Blazers z Arizony wydała płytę „Funky Broadway”. Było to pierwsze wydawnictwo, w tytule którego pojawiło się słowo „funky”. W tym samym roku na zachodnim wybrzeżu, Charles Wright & The Watts 103rd Street Rhythm Band również wydali płytę, a ich singel „Express Yourself” stał się hitem w 1970 roku.
W 1969 roku amerykańska grupa The Meters spopularyzowała funk w Nowym Orleanie, począwszy od hitów takich, jak „Sophisticated Cissy” i „Cissy Strut”. Kolejną taką grupą byli The Isley Brothers, których numer jeden z roku 1969 pod tytułem „It’s Your Thing” zasygnalizował przełom w muzyce afroamerykańskiej, zacierając granicę pomiędzy muzyką rockową Jimiego Hendriksa a soulową grup takich, jak Sly & The Family Stone czy Mother's Finest.

### Lata 70. i P-Funk
W latach 70. XX w. nowa grupa muzyków, z George’em Clintonem i grupami Funkadelic i późniejszym Parliament na czele, rozwinęła inne spojrzenie na funk, nazwany „funk rock”. Był to nowy rodzaj brzmienia z silnymi wpływami jazzu i psychodelicznego rocka. Obydwie wyżej wymienione grupy miały wspólnych członków, dlatego często łączono ich nazwy, tworząc „Parliament-Funkadelic”. Popularność Parliament-Funkadelic, dała początek terminowi „P-Funk”, który odnosił się do muzyki George’a Clintona i utworzył nowy podgatunek muzyczny.
P-Funk, oznaczał także kwintesencję samą w sobie, coś wspaniałej jakości. Nazwany też sui generis jak w tekście przeboju „P-Funk” pochodzącego z albumu grupy Parliament „Mothership Connection”:
| I want the bomb. I want the P-Funk. I want my funk uncut. (Chcę czegoś wspaniałego. Chcę P-Funk. Chcę go całego.) |

Lata 70. były prawdopodobnie erą największego rozkwitu muzyki funk. Innymi czołowymi grupami w tym okresie były: The Brothers Johnson, Earth, Wind & Fire, Bootsy's Rubber Band, The Meters, Tower of Power, Ohio Players, The Commodores, War, Kool & the Gang, Confunkshun, Slave, Cameo, The Bar-Kays, Zapp i wiele innych. Ekscentryczny wokalista, klawiszowiec, producent, autor tekstów i muzyki – George Clinton odegrał główną rolę w tworzeniu Bootsy's Rubber Band, a także grup takich, jak: Parlet, The Horny Horns i Brides of Funkenstein i wszystkie przynależały do koncernu P-Funk.
Już w latach 60. wielu muzyków jazzowych zaczęło mieszać jazz z funkiem. Wśród tych wykonawców byli: Horace Silver, Herbie Hancock z grupą Headhunters, Grover Washington Jr., Cannoball Adderley, Less McCann i Eddie Harris. Nowy nurt nazwano „jazz-funk”. Co więcej, pod koniec lat 60. dzięki Milesowi Davisowi i jego żonie Betty Davis, a także Tonny’emu Williamsowi, powstał nurt jazz fusion, który także miał wpływ na funk.
Muzyka funk przybyła do Afryki u schyłku lat 60. Stamtąd też pochodzi nurt „afrobeat”, będący mieszanką śpiewów i rytmów afrykańskich. Za prekursora „afrobeatu” uważa się nigeryjskiego kompozytora Felę Kuti. Sławne słowa, które wypowiedział Fela Kuti to: „Music is the power”.
Na początku lat 70., gdy funk stawał się jednym z głównych nurtów w muzyce, artyści tacy, jak: Parliament, Funkadelic, The Isley Brothers, Sly and the Family Stone, Ohio Players, Confunkshun odnosili sukces, a ich utwory grano w stacjach radiowych. Jednak według magazynu Billboard, tylko grupie Sly and the Family Stone udało się dotrzeć na szczyty list przebojów. W 1970 roku hitem numer jeden był „Thank You Falletinme Be Mice Elf Agin”, a w 1971 „Family Affair”, zapewniające zespołowi Sly i muzyce funk sukces i niesamowitą popularność, w przeciwieństwie do niektórych równie utalentowanych, ale nieszczególnie popularnych muzyków. To wszystko wydarzyło się przed szturmem disco, który rozpoczął się w połowie lat 70. i królował aż do wczesnych lat 80.
Muzyka disco bardzo dużo zawdzięcza funkowi. Pierwsze piosenki i występy disco wywodziły się z muzyki funk. Niektóre hity disco, na przykład „Le Freak” Chica, zawierają riffy lub rytmy charakterystyczne dla funku.

### Lata 80. i elektroniczny funk
W 1980 roku wiele podstawowych elementów, które stworzyły P-Funk, zaczęły być wykorzystywane w muzyce elektronicznej i przez syntezatory. Sekcje saksofonów i trąbek zastąpiły syntezatory. Klasyczny funkowy keyboard, jak organy Hammonda i pianino elektryczne Rhodesa zostały zastąpione przez cyfrowe syntezatory takie, jak Yamaha DX7. Elektroniczne automaty perkusyjne zastąpiły perkusję używaną w przeszłości, zwaną „Funky Drummers”, a slapping i styl popowego grania na basie był często zastępowany przez syntezatorową linię basową. Funkowe teksty piosenek również ewoluowały z wieloznacznych na bardziej obrazowe i o podtekstach seksualnych.
Rick James był pierwszym funkowym muzykiem lat 80., który przejął władzę nad funkiem zdominowanym przez P-Funk w latach 70. Jego album „Street Songs” z 1981 roku z singlami „Give It To Me Baby” i „Super Freak” dało mu niejako pozycję gwiazdy rocka i utorowało drogę ku wyrazistości funku. Pierwszy funkowy utwór zespołu Queen – „Another One Bites the Dust” poprowadził zespół w kierunku funku i nagrania albumu Hot Space, który jednak był ostatnim eksperymentem zespołu z tym gatunkiem.
Prince używał podobnej elektronicznej instrumentalizacji jak Rick James, co sprawiło, że miał wpływ na brzmienie funku, jak żaden inny artysta od czasu Jamesa Browna. Prince połączył erotyzm, technologie, kontrowersyjny wizerunek i sceniczny show, aby ostatecznie stworzyć świat muzyczny tak ambitny i fantazyjny, jak P-Funk czy The Beatles. Zespół The Time, początkowo występujący jako support przed Princem, opierał swoją muzykę na stworzonej przez Prince’a „Minneapolis sound”, czyli mieszance funku, rocka, popu, r’n’b i nowej fali. Ich muzyka opierała się na mocnym, elektronicznym brzmieniu, zawierającym podteksty seksualne.
Zespoły, które zaczynały grać podczas trwania ery P-Funku w latach 70., łączyły nieskrępowaną seksualność stworzoną przez Prince’a i technologiczny rozwój, tak aby tworzyć nowe, funkowe hity. W latach 80. grupy takie, jak: Cameo, Zapp, The Gap Band, The Bar-Keys i The Dazz Band nagrały swoje największe hity, ale niestety w drugiej połowie tej dekady funk stracił swoją wysoką pozycję.
Afrika Bambaataa pod wpływem zespołu Kraftwerk stworzył electro funk. Pierwszym singlem stylu electro funk, był „Planet Rock” z roku 1982. Styl ten, znany również pod skróconą nazwą electro, tworzony był głównie przez syntezatory i automatyczną perkusję TR-808, która ma charakterystyczne elektroniczne brzmienie. W 1983 roku wydano singel „Renegades of Funk”.

### Ostatnie osiągnięcia
Kiedy Funk niemal zniknął z radia, na rzecz r’n’b i New Jack Swingu (mieszanki R’n’B i hip-hopu), jego wpływ zaczął się rozprzestrzeniać. Zespoły rockowe zaczęły dodawać elementy funku do swojego brzmienia, tworząc nowe kombinacje „funk rocka” i „funk metalu”. Od połowy lat 80. do późnych lat 90. zespoły takie, jak: Red Hot Chili Peppers, Living Colour, Jane’s Addiction, Prince, Primus, Fishbone, Faith No More, Incubus i Rage Against the Machine rozpowszechniły wśród nowej publiczności style grane przez pionierów funku. W latach 90. zespoły te były inspiracją dla alternatywnego stylu muzycznego funkcore oraz dla współczesnych zespołów czerpiących z muzyki funk takich, jak: Outkast, The Black Eyed Peas czy Van Hunt.
W twórczości artystów z lat 90. takich, jak Me'shell Ndegeocello oraz zespołów z nurtu acid jazz (działających głównie na terenie Zjednoczonego Królestwa), jak The Brand New Heavies, Incognito, Omar czy Jamiroquai ciągle słychać silny wpływ muzyki funk. Jednakże nie udało im się osiągnąć sukcesu komercyjnego, jaki zyskała muzyka funk w latach swej największej popularności. Wyjątkiem był album Jamiroquai – Travelling Without Moving, który sprzedał się na świecie w liczbie około 11,5 miliona egzemplarzy, czyniąc go najlepiej sprzedającym się albumem funk w historii.
Z początkiem nowego stulecia muzycy hip hopowi używają sampli ze starych piosenek funkowych. Utwory Jamesa Browna są najczęściej samplowanymi w historii hip-hopu; kolejnym równie chętnie samplowanym grupą jest P-Funk. Sample wczesnych piosenek Parliament oraz Funkadelic zapoczątkowały powstanie West Coast G-Funk.
Oryginalne bity, które cechuje funkowy bas lub riff gitary, są tu powszechnie używane. Dr. Dre, uznawany za prekursora gatunku G-Funk, otwarcie przyznaje, jak silny wpływ na jego muzykę miał psychodeliczny funk George’a Clintona: „W latach 70. ludzie palili trawkę i nosili afro, spodnie dzwony i słuchali Parliament i Funkadelic. Nazwałem swój album „The Chronic” i skorzystałem z takich, a nie innych pomysłów muzycznych dlatego, że jego muzyka miała cholerny wpływ na to, co gram”. Zespół Digital Underground miał olbrzymi wkład w odrodzenie muzyki funk w latach 90., poprzez przekazywanie swoim słuchaczom wiedzy o artystach i historii tej muzyki. George Clinton nazwał Digital Underground „Sons of the P”, tak samo brzmi tytuł ich drugiej płyty długogrającej. Na ich pierwszej płycie, „Sex Packets”, znalazło się wiele sampli funkowych, z najpopularniejszą piosenką „The Humpty Dance”, w której wykorzystano sample z „Let’s Play House” zespołu Parliament. Na albumie „Future Rhythm” z 1996 roku również dominuje funk.
Funk stanowi główne źródło zainteresowania artystów związanych ze sceną jam band z końca lat 90. i początku nowego stulecia. Phish zaczął grać funkowe improwizacje na swoich koncertach w 1996 roku, a na ich albumie z 1998 roku „The Story of the Ghost” dominowała muzyka funk. Medeski, Martin & Wood, Robert Randolph & The Family Band, Galactic, Soulive, oraz Karl Denson's Tiny Universe czerpali inspiracje z funku. Członkowie zespołu Karl Denson’s Tiny Universe, zakładając BluSirkut, zapoczątkowali nowoczesną odmianę funku, „funktronica”. Muzykę tę cechują synkopowane rytmy, głębokie riffy basu, nadająca rytm sekcja dęta i wiodąca perkusja. Słychać również silny wpływ muzyki jazzowej – wszystko to połączone z nowoczesną technologią, aby dodać elementy elektroniki i odgłosy otoczenia (instrumenty stały się wymienne – partie basu czy perkusji są zastępowane przez trąbkę lub procesor efektów).
Od połowy lat 90. scena nu-funk, powiązana z nurtem deep funk, tworzy nowe brzmienie, zaczerpnięte z rzadkich winyli z muzyką funkową. Wytwórnie takie, jak Desco, Soul Fire, Daptone, Timmion, Neapolitan, Kay-Dee oraz Tramp do dziś wydają muzykę na płytach winylowych. Zespoły z tego gatunku to: Sharon Jones & The Dap-Kings, The Soul Destroyers, Speedometer, The Poets of Rhythm, The Neapolitans, Quantic Soul Orchestra, The New Mastersounds oraz Lefties Soul Connection. Sharon Jones pojawiła się nawet w programie „Late Night with Conan O’Brien” w 2005 roku.
Na początku nowego stulecia zespoły punk funkowe, jak Out Hud, zaczęły występować na scenie muzyki indie. Prince za sprawą swoich ostatnich albumów i piosenek takich jak: „The Everlasting Now”, „Musicology”, czy „Black Sweat”, odświeżył muzykę funk. Jason Dodson, z Columbus w stanie Ohio, utworzył w 2003 roku The New Funk Order – internetową społeczność muzyków, która pomogła wypromować funk.

## Gatunki muzyczne wywodzące się z funku
- acid jazz
- bass music(inne języki)
- breakbeat[13]
- disco[14]
- funk metal
- funk rock
- G-Funk
- hip-hop[15]
- house[13]
- jazz-funk
- philly soul
- rap
- quiet storm(inne języki)
- smooth soul(inne języki)
- soul funk(inne języki)
- urban